# HGV-Anschluss-Gesetz
Das Bundesgesetz über den Anschluss der Ost- und der Westschweiz an das europäische Eisenbahn-Hochleistungsnetz (SR 742.140.3; kurz HGV-Anschluss-Gesetz oder HGVAnG) vom 18. März 2005 ist ein Massnahmenpaket zur Anbindung des Schweizer Schienennetzes an das mitteleuropäische Hochgeschwindigkeitsverkehrs-Netz, beruhend auf
- einem Staatsvertrag zwischen der Schweiz und Deutschland vom 6. September 1996 (SR 0.742.140.313.69)
- und einem Staatsvertrag zwischen der Schweiz und Frankreich vom 5. November 1999 (SR 0.742.140.334.97).

Im Fall von Deutschland sollen die Bemühungen vor allem zur Sicherstellung der nördlichen Zufahrten zur Neuen Eisenbahn-Alpentransversale NEAT dienen.

## Ziele
- Das HGV-Anschluss-Gesetz soll die Schweiz als Standort für Wirtschaft und Tourismus stärken und einen möglichst grossen Anteil des internationalen Strassen- und Luftverkehrs auf die Schiene verlagern.
- Der HGV-Anschluss soll im Weiteren die Reisezeiten nach München, Ulm und Stuttgart einerseits sowie nach Paris, Lyon und Südfrankreich andererseits verkürzen.

## Massnahmen
Die Massnahmen der ersten Phase des HGV-Anschluss-Gesetzes betreffen den Ausbau folgender Strecken:
| Strecke | Massnahmen | Bauzeit   | Fahrzeitgewinn                                 | Zugfrequenz                  |
| --- | --- | --------- | ---------------------------------------------- | ---------------------------- |
| Zürich – St. Gallen – Bregenz (A) – Lindau (D) – Geltendorf (D) – München (D) (Ausbaustrecke München–Lindau) | - Ausbau zwischen St. Gallen und St. Margrethen: (80 Mio. CHF) - Doppelspur St. Fiden – Engwil (3,3 km) - Doppelspurabschnitt in Goldach - Geschwindigkeitssteigerung durch Ausbau für Neigezugeinsatz - Überwerfung Hürlistein zur Kapazitätssteigerung Zürich-Winterthur (77 Mio. CHF) - Elektrifizierung der Verbindung Lindau – Geltendorf (144 km, Schweizer Vorfinanzierungsbeitrag 75 Mio. CHF) - 4-gleisiger Ausbau der Strecke München-Pasing – Buchenau (Kosten übernimmt Bayern) | 2010–2015 | München–Zürich: 60'                            | 2h statt 4h                  |
| Zürich – Bülach – Schaffhausen – Singen (D) – Stuttgart (D) (Bahnstrecke Eglisau–Neuhausen)                  | - Doppelspurausbau Hüntwangen – Rafz - Doppelspurausbau Jestetten – Fischerhölzlitunnel (Gemeinde Neuhausen am Rheinfall) | 2009–2011 |                                                | 30' statt 60' (Schaffhausen) |
| St. Gallen – Konstanz (D) – Singen (D)                                                                       | Kreuzungsbauwerke, Anschlussverbesserung | 2008–2015 | St. Gallen–Stuttgart: 30' (bessere Anschlüsse) |                              |
| Sargans – St. Margrethen                                                                                     | Geschwindigkeitssteigerung St. Margrethen – Sargans | 2011–2014 | Sargans–St. Gallen: 5' (total unter 1h)        |                              |
| Basel – Mülhausen (F)                                                                                        | Beitrag an einen Bahnanschluss des EuroAirPort | ungewiss  |                                                |                              |
| Biel/Bienne – Belfort (F)                                                                                    | Wiedereröffnung der Strecke Biel/Bienne – Delle – Belfort (Bahnstrecke Belfort–Delle) zum Anschluss an LGV Rhin-Rhône für 40 Mio. CHF | 2006–2012 | Biel/Bienne–Paris: 60'                         |                              |
| Mülhausen (F) – Dijon (F)                                                                                    | Pauschaler Beitrag der Schweiz von rund 100 Mio. CHF an die Gesamtkosten von 2 Mrd. EUR für den Neubau der französischen Hochgeschwindigkeitsstrecke Mülhausen – Dijon (LGV Rhin-Rhône) | 2010–2011 | Basel–Paris: 30' Basel–Lyon: 60'               |                              |
| Lausanne – Frasne (F) – Dijon (F)                                                                            | Mitfinanzierung von 50 % der Kosten von 37 Mio. EUR des Ausbaus der auf französischem Boden liegenden Strecke Vallorbe/Pontarlier – Dole – Dijon sowie Ausbau des Knotens Lausanne | 2007–2009 | Lausanne–Paris: 15'                            |                              |
| Bern – Neuenburg – Pontarlier (F) – Frasne (F) – Dijon (F)                                                   | Mitfinanzierung von 50 % der Kosten von 37 Mio. EUR des Ausbaus der auf französischem Boden liegenden Strecke Vallorbe/Pontarlier – Dole – Dijon sowie Ausbau des Knotens Lausanne | 2007–2009 | Bern–Paris: 15'                                |                              |
| Genf – Bellegarde (F) – Nurieux (F) – Bourg-en-Bresse (F) – Mâcon (F)                                        | Pauschaler Beitrag der Schweiz von rund 110 Mio. EUR an die Wiederinbetriebnahme und den Ausbau (Elektrifizierung, Begradigung) der französischen Strecke Bellegarde – Nurieux – Bourg-en-Bresse (Linie Haut-Bugey) sowie Ausbau des Knotens Genf | 2007–2010 | Genf–Paris: 30'                                |                              |

## Finanzierung
Die Finanzierung erfolgt aus dem vom Volk 1998 genehmigten FinöV-Fonds und beinhaltet die Vorfinanzierung von Projekten in Deutschland und die Mitfinanzierung (à fonds perdu) der Projekte in Frankreich. Dies bedeutet ein Abweichen vom Territorialitätsprinzip, wonach jeder Staat für die Aufwendungen auf seinem Gebiet selber aufkommen muss. Die Schweiz erhofft sich durch diese Beiträge jedoch überproportionale Zeitgewinne, die sie durch Investitionen im Inland nicht bewirken kann und die eher in ihrem Interesse als im Interesse Frankreichs liegen.

Das Gesamtvolumen der Vorlage beträgt 1,3 Mrd. Schweizer Franken, wovon in der ersten Phase nur ein Verpflichtungskredit im Umfang von 1090 Mio. Franken freigegeben wird.